# 592710 Lenghu
592710 Lenghu este o planetă minoră (asteroid) din centura de asteroizi. A fost descoperită pe 29 martie 2011 la Xuyi County⁠(d) de  și a fost numită după Lenghu⁠(d). 
Obiectul prezintă o orbită caracterizată de o semiaxă mare de 2,6687436677316 UAi, o excentricitate de 0,1152430241153, o înclinație de 17,661050331602 ° în raport cu ecliptica.